# Warriner Island
Warriner Island ist eine kleine Insel vor der Ingrid-Christensen-Küste des ostantarktischen Prinzessin-Elisabeth-Lands. Sie liegt unmittelbar vor dem westlichen Ende der Breidnes-Halbinsel in den Vestfoldbergen.
Norwegische Kartografen kartierten sie anhand von Luftaufnahmen der Lars-Christensen-Expedition 1936/37. Das Antarctic Names Committee of Australia benannte die Insel nach Anthony Warriner (* 1936), Funker auf der Davis-Station im Jahr 1961.